# Fall of the Idols
Fall of the Idols est un groupe finlandais de doom metal, originaire de Tornio.

## Histoire
Le groupe est formé à la fin de l'année 2000, après la désintégration du groupe Adder, par le batteur Jyrki Hakomäki, le bassiste Vesa Karppinen et le guitariste Tommi Turunen. En juin 2001, une première démo intitulée Per Aspera Ad Aspera est enregistrée dans leur studio de répétition appelé WaPi, Karppinen assurant également le chant. Le groupe envoie la démo à différents endroits, ce qui lui permet d'accroître sa notoriété. Par exemple, le groupe accorde sa première interview radio le 11 septembre 2001 à une station de radio universitaire locale. La démo suivante de 2002 est enregistrée lors de différentes sessions entre février et juin 2002, Hakomäki assurant le chant. La démo est à nouveau envoyée. Après sa sortie, le groupe planifie ses premiers concerts, à la suite de quoi Rami Moilanen, un ami de longue date des membres, rejoint le groupe en tant que guitariste supplémentaire en novembre 2002. La formation est complétée par l'arrivée du chanteur Panu Paunonen en janvier 2003.
Un premier EP éponyme est enregistré en avril 2003, avant que le disque de cinq chansons ne sorte un vendredi 13 en février 2004. L'EP est distribué en Australie par PsycheDOOMelic Records et aux États-Unis par Hellride Music. Malgré cela, le groupe ne réussit pas à signer un contrat d'enregistrement. Au printemps 2004, quelques concerts sont donnés pendant que l'on écrit une nouvelle démo. Les enregistrements ont commencé en juillet. En septembre, Jouni Sihvonen rejoint le groupe en tant que troisième guitariste. Au même moment, le label belge Final Chapter Records publie la chanson Burnt, originellement tirée de l'EP, sur le sampler A Dark World. En novembre, alors que le travail sur la démo se poursuivait, Panu Paunonen quitte le groupe en raison de la distance entre son lieu de résidence et celui des autres membres. Hakomäki reprend alors le chant pour la démo. L'enregistrement s'achève en janvier 2005, après quoi elle sort sous le nom d'Agonies Be Thy Children, presque exactement un an après la sortie de l'EP. En février, le batteur Hannu Weckman rejoint le groupe pour le soutenir en live. Au printemps, de nouveaux morceaux sont déjà été écrits et répétés, avant que deux concerts ne soient donnés en été et que la démo The Pathway ne soit enregistrée et publiée en octobre. Peu après sa sortie, le groupe a signé un contrat d'enregistrement avec le label suédois I Hate Records. En décembre, le groupe a commencé à travailler sur son premier album. En 2006, l'album The Womb of the Earth sort, suivi d'un second en 2008 sous le nom de The Séance. En 2010, la compilation Ascension : 2000-2007 sort. Pour la même année, une apparition au Hammer of Doom est prévue, mais la participation du groupe est annulée. En 2011, le batteur Hannu Weckman est décédé. L'année suivante, le troisième album Solemn Verses est publié.

## Style musical
Dans sa critique de The Womb of the Earth, le frère Cle de Rock Hard écrit qu'il s'agissait d'un epic doom metal et mélodique. Les chansons ont un caractère sombre, mythique, élégant et une atmosphère dense. Dans une édition ultérieure, il fait également une critique de The Séance et constate que le groupe s'y présentait « comme d'habitude avec un doom traditionnel ». Dans les chansons plus rock ou plus expérimentales, le groupe rappelle toutefois Reverend Bizarre. Sinon, l'album présente « une production terreuse, rugueuse et très métallique, de belles harmonies de guitare [et] une atmosphère sombre et épique ». Andreas Stappert constate cinq ans plus tard que Solemn Verses sonnait à la fois triste, tragique et mélancolique, mais aussi beau, rédempteur et profondément émotionnel. On y entend certes du doom metal classique, mais le groupe parvient tout de même à sonner de manière autonome et non conventionnelle. Le chant est varié et expressif et les triples guitares électriques ont des points communs avec Anathema, Cathedral et My Dying Bride. De plus, il y a une « noirceur nordique du disque qui rappelle le funeral doom sans être du funeral doom ». Laurent Lignon de doom-metal.com fait également une critique de l'album et constate que les morceaux sont plus lents que les précédents, de sorte qu'il frôle le funeral doom. Le groupe s'éloigne donc du doom metal classique, mais on peut toujours clairement reconnaître ses racines. De temps en temps, on peut voir des points communs avec Skepticism, Candlemass et les premiers Godsend.

## Discographie
- 2001 : Per Aspera Ad Aspera (démo)
- 2002 : Demo 2002 (démo)
- 2004 : Fall of the Idols (EP)
- 2005 : Agonies Be Thy Children (démo)
- 2005 : The Pathway (démo)
- 2006 : The Womb of the Earth (album, I Hate Records)
- 2008 : The Séance (album, I Hate Records)
- 2009 : Spiritus Mortis / Fall of the Idols (split avec Spiritus Mortis, I Hate Records)
- 2010 : Tales of Doom and Woe (split avec Forsaken, I Hate Records)
- 2010 : Ascension 2000-2007 (compilation, Ghouls Night Out Records)
- 2012 : Solemn Verses (album, I Hate Records)